# هوا سيان
هوا سيان (بالصينية: 霍思燕) (من موليد 23 أكتوبر 1981) ممثلة صينية. ولدت في عائلة من الطبقة المتوسطة في بكين ظهرت لأول مرة في إعلان خلال الصف الحادي عشر في المدرسة، ودخلت في مجال الترفيه حيث تمت دعوتها للمشاركة في اختبار اختيار للتمثيل في مسلسل تلفزيوني. بعد اجتياز امتحان القبول بالكلية اختارت أن تصبح ممثلة محترفة وبدأت العمل في بعض المسلسلات التلفزيونية. كان أول فيلم لها هو اسمي شهرة حيث شاركت في بطولته مع ممثل شون لاو.

## وصلات خارجية
- هوا سيان على موقع IMDb (الإنجليزية)
- هوا سيان على موقع قاعدة بيانات الفيلم (الإنجليزية)